# ان‌جی‌سی ۵۶۱۴
ان‌جی‌سی ۵۶۱۴ (انگلیسی: NGC 5614) نام یک کهکشان مارپیچی در صورت فلکی گاوران است.